# Лотце, Рудольф Герман
Рудо́льф Ге́рман Ло́тце (нем. Rudolf Hermann Lotze; 21 мая 1817, Баутцен — 1 июля 1881, Берлин) — немецкий философ-спиритуалист, врач, психолог и естествоиспытатель.

## Биография
Рудольф Герман Лотце родился в 1817 году в Бауцене в семье военного врача. Среднее образование получил в Циттау. В 1834 году поступил на медицинский факультет Лейпцигского университета, надеясь, подобно отцу, посвятить свою жизнь медицине. Во время обучения в университете Лотце заинтересовался философией, которую стал усердно изучать под руководством профессора Х. Г. Вейсе. По окончании университетского курса, в 1838 году, он получил степень доктора философии, а затем медицины, а с 1839 года, в звании приват-доцента, начал преподавать медицинские и философские науки в Лейпцигском университете. В 1842 году Лотце получил звание экстраординарного профессора, а в 1844-м был приглашён на кафедру философии Гёттингенского университета, где сменил умершего в 1841 году И. Ф. Гербарта. В 1881 году философ начал преподавать в Берлинском университете, однако спустя всего 3 месяца, 1 июня того же года, скончался от болезни сердца.
Основные работы философа были написаны в Гейдельберге. Лотце неоднократно печатался во французском журнале «Философское обозрение» («Revue philosophique») под редакцией академика Теодюля Рибо.
Творчество Лотце распадается на три этапа. На первом этапе его труды были посвящены, главным образом, медицине и естественным наукам. Основным произведением этого периода стала «Медицинская психология» («Medizinische Psychologie oder Physiologie der Seele», 1852), в которой он защищал механистическое объяснение жизненных процессов и критиковал витализм. Главным произведением второго этапа явилось трёхтомное сочинение «Микрокосм» («Mikrokosmus. Ideen zur Naturgeschichte und Geschichte der Menschheit», тома 1-3, 1856—1864), в котором философ стремился согласовать данные естественных наук со своим религиозно-идеалистическим мировоззрением. Итогом третьего, последнего этапа творчества Лотце стала двухтомная «Система философии» («System der Philosophie», 1874—1879), в которой он предпринял попытку привести в систему свои философские взгляды. Труд остался незаконченным из-за смерти философа.
Лотце не создал своей философской школы, но имел множество учеников, а его взгляды оказали значительное влияние на развитие философии как в Германии, так и в других странах Европы и Северной Америки.

## Учение

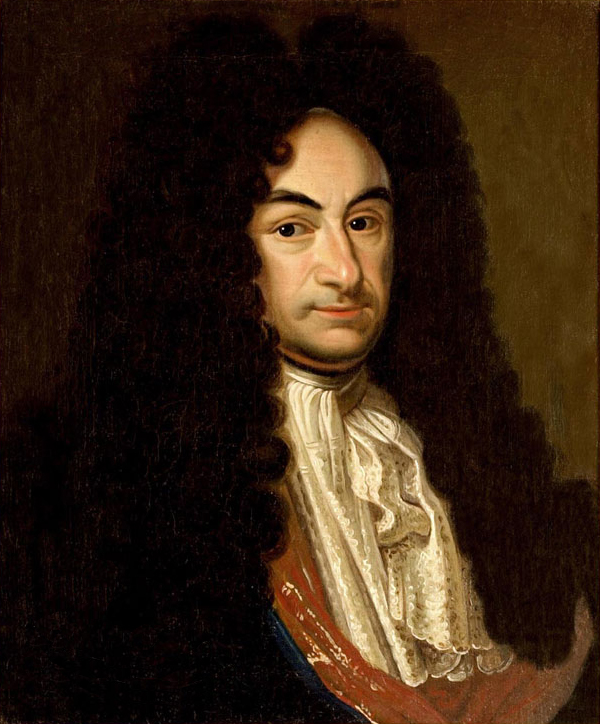
Готфрид Лейбниц

По своим философским воззрениям Лотце принадлежал к сторонникам спиритуализма. На формирование его взглядов оказали влияние учения Г. В. Лейбница, И. Канта и Х. Г. Вейсе; некоторые источники отмечают также влияние Гегеля и Гербарта. Идеи Лотце рассыпаны по страницам его многочисленных произведений, что делает затруднительным их анализ. Систематическое изложение его взглядов дано в книге профессора Я. Ф. Озе «Персонализм и проективизм в метафизике Лотце». 
Главным объектом критики Лотце были механико-материалистическое и объективно-идеалистическое мировоззрения, ошибку которых он видел в гипостазировании абстрактных понятий. Так, материализм полагает сущность вещей в материи, которая не дана нам в опыте и является продуктом абстрагирующей деятельности нашего ума. В чувственном опыте мы находим только отдельные тела и не находим никакой сущности, которая бы лежала в их основе и связывала их между собой. Однако наш ум усматривает во внешних телах ряд общих свойств, таких как протяжённость, непроницаемость, инерция, и объединяет их в абстрактное понятие материальности. Те философские системы, которые гипостазируют это понятие, получают учение о материи, будто бы лежащей в качестве метафизического начала в основе всех вещей. Подобную же ошибку совершают сторонники объективного идеализма, которые, начиная от Платона и кончая Гегелем, приписывают реальное существование абстрактным идеям. 

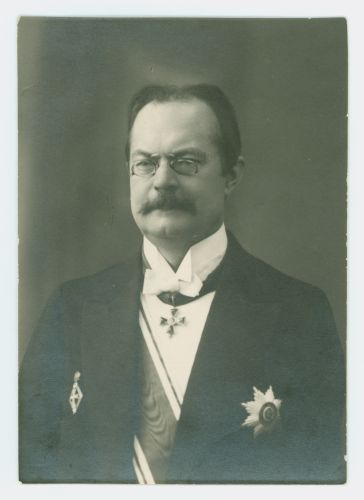
Яков Озе

Подлинная реальность, полагал Лотце, принадлежит нашему собственному «я», о существовании которого мы узнаём из непосредственного самочувствия. Наше знание о своём «я» не является продуктом теоретической деятельности, оно переживается непосредственно в каждом испытываемом нами состоянии. Самое ничтожное животное, чувствуя боль, чувствует её как своё состояние и тем самым отличает себя от всего остального мира. Всякое ощущение воспринимается нами как состояние нашего «я»; ощущений, не принадлежащих никакому субъекту, не существует в природе. Безнадёжны попытки построить душевный мир, словно из атомов, из отдельных, никем не испытываемых психических явлений. В этом ошибка эмпирической философии, стремящейся обойтись без понятия субъекта и тем самым противоречащей очевиднейшим фактам внутреннего опыта.
Непосредственное самочувствие лежит в основе нашего самосознания и является источником таких философских категорий, как субстанция, единство, состояние, действие и страдание. Все эти понятия не могут быть извлечены из чувственного опыта, но берут своё начало в нашем внутреннем мире. Понятие субстанции обязано своим происхождением тому, что во внутреннем опыте мы переживаем своё «я» в качестве носителя своих состояний; отсюда возникает и самое представление о том, что значит быть таким носителем. Отличая от своего «я» свои состояния и в то же время сознавая, что эти состояния наши, мы получаем и представление о том, что значит быть чьим-либо состоянием. Далее, когда мы связываем в воспоминании прошлое и настоящее и в то же время сознаём, что и прошлое, и настоящее принадлежат одному и тому же «я», мы получаем представление о том, что значит быть единым существом в многообразии состояний; таково происхождении категории единства. Наконец, и понятия действия и страдания берут своё начало в нашем внутреннем опыте, а уже затем переносятся нами на чувственный мир.

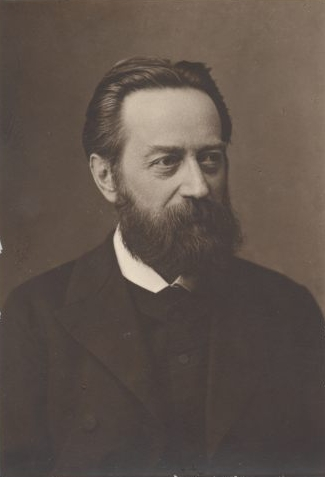
Густав Тейхмюллер

Внешний мир, полагал Лотце, должен быть понимаем по аналогии с нашим духом, как состоящий из множества одушевлённых субстанций. Перенося категорию субстанции на чувственный опыт, мы получаем формально-логическое понятие вещи, обладающей различными свойствами или предикатами. Однако внимательный анализ чувственных вещей не находит в них никаких субстанций; они полностью, без остатка, разлагаются на отдельные чувственные качества и не обнаруживают ни подлинного единства, ни подлинного тождества. Следовательно, достоверное представление о внешних вещах возможно только в том случае, если мы предположим, что они, подобно нашему духу, обладают внутренней сознательной жизнью. То, что совершенно лишено сознания, самости, деятельного отношения к себе и различения себя от всего другого, лишено и бытия, подобающего вещам. Таким образом, в мире нет ничего неодушевлённого: всё бытие слагается из живых, находящихся на разных ступенях сознательности духовных субстанций. Видимая природа есть лишь внешнее, механическое выражение и отображение царства духов.
По мнению исследователей творчества Лотце, его спиритуализм не был последовательным и включал в себя множество элементов иных мировоззрений. Так, в своём учении о боге он рассматривал сотворённые субстанции как части или даже «деятельности» единой божественной субстанции, что лишало их всякой самостоятельности и приближало его учение к пантеизму Спинозы. Последовательное развитие спиритуалистических идей Лотце было осуществлено в трудах его ученика, профессора Юрьевского университета Г. Тейхмюллера.

## Сочинения
- Metaphysik. 1841
- Leben und Lebenskraft. 1843
- Medizinische Psychologie oder Philosophie der Seele, 1852;
- Geschichte der Asthetik in Deutschland, München, 1868;
- Logik. Leipzig, 1912; в русском переводе — Основания практической философии, СПб, 1882;
- Основания психологии, СПБ, 1884.
- Mikrokosmus. Ideen zur Naturgeschichte und Geschichte der Menschheit, 3 Bde., 1856—1864 («Микрокосм». т. 1-3, 1870)
- Logik. 1874
- Geschichte der Asthetik, 1868;
- System der Philosophie, 2 Bde., 1912

### Сочинения в русском переводе
- Микрокозм. Мысли о естественной истории человечества (1866). IA (UCal)